# Malatia-Sebastia
Malatia-Sebastia (en arménien Մալաթիա-Սեբաստիա) est un des douze districts d'Erevan, la capitale de l'Arménie, parfois aussi surnommé Bangladesh parce qu'étant un des quartiers les plus pauvres de la ville. Son nom lui vient de Mélitène et de Sébaste, des villes turques peuplées d'Arméniens avant le génocide.

## Situation
D'une superficie de 2 580 hectares, il est situé au sud-est de la ville. Sa population est de 140 600 habitants.

## Administration
Le district est divisé en cinq quartiers : Nor Malatia, Nor Sebastia, Zoravar Antranik, Shahumian et Araratian.

## Jumelages et chartes d'amitié
Ce quartier d'Erevan a signé une charte d'amitié avec la ville de Draguignan.

## Galerie

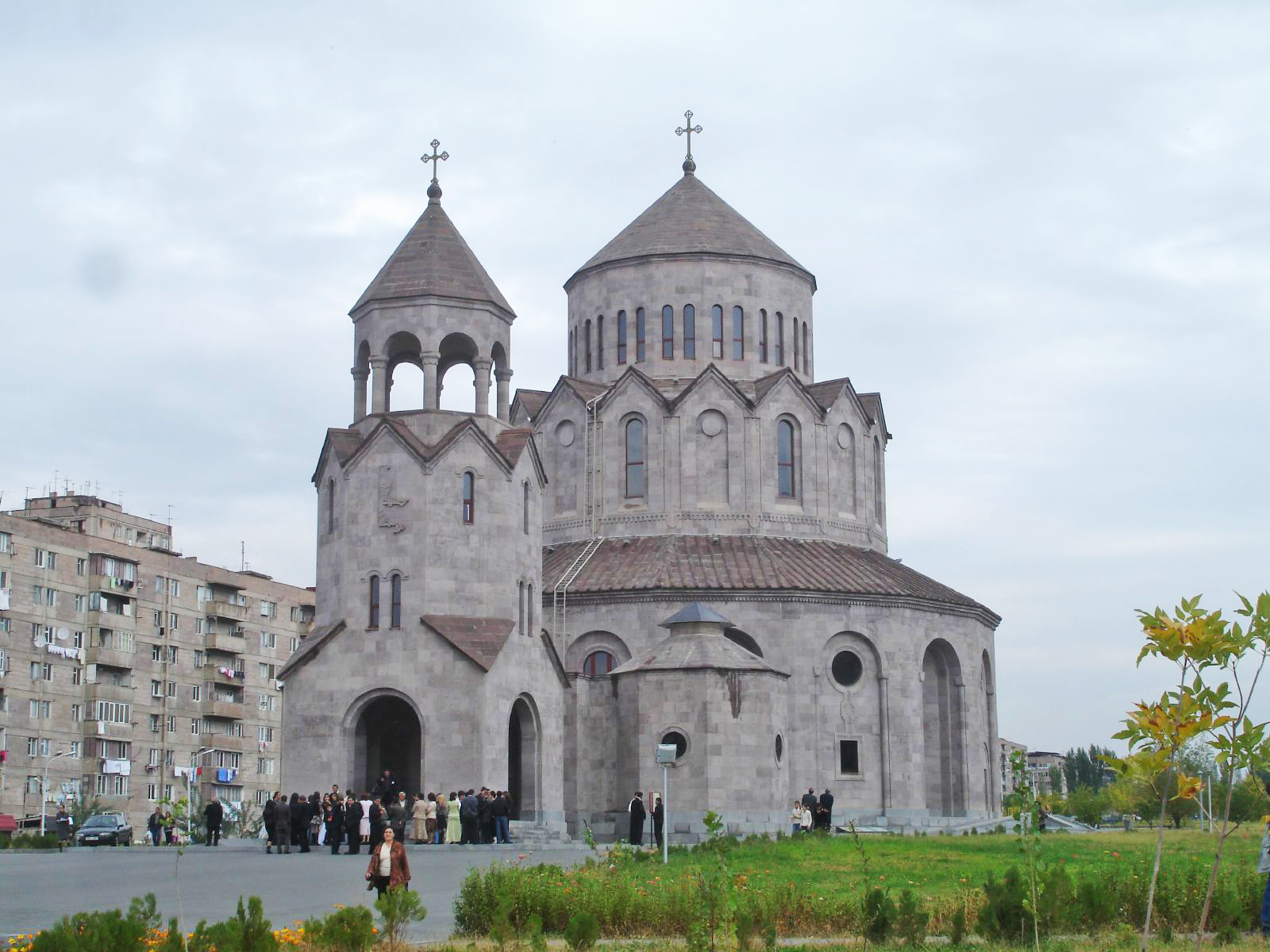
Église de la Sainte-Trinité, district de Malatia-Sebastia.
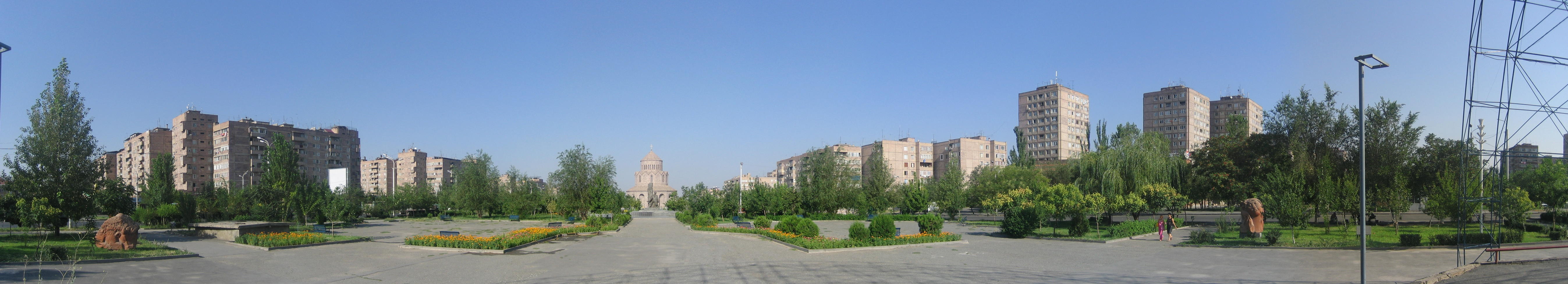
Vue panoramique du district.